# Mosonmagyaróvári vár
A Mosonmagyaróvári vár (németül: Schloss Wieselburg-Ungarisch Altenburg) középkori eredetű épségben megmaradt vár. A Fertő tó és a Mosoni-Duna vidékén a középkor folyamán igen jelentős katonai szerepet viseltek Moson várai, melyekről a régészeti feltárások sok elfeledett tényt hoztak a napvilágra.
Korai várát a napjainkban Király-dombnak nevezett alacsony kiemelkedésen létesítette István király. Az országosan ismert ispánsági várakhoz hasonlóan a mosoni is facölöpökből rekeszes szerkezetűre készített és földdel töltött falakból állt, belső udvarán a vármegyei szervezet lakóházaival. Irányító szerepét a tatárjárás utáni időszakban már kőből emelt magánföldesúri erősség vette át. A 14. század elején a Kőszegi nemzetség foglalta el, tőlük Anjou Károly király serege vette vissza. A középkorban több birtokos váltotta magát benne, köztük a Lackfi bárók. Fokozatosan bővítették falait és épületeit, mindenkor a tulajdonos elképzeléseinek megfelelően, de a 16. századtól már a – hihetetlen gyorsasággal előrenyomuló – török elleni védekezés került előtérbe. 1529-ben még a Habsburg hadvezetés feladta a környéket, de a sikeres bécsi védekezés után belátták, hogy az osztrák tartományok érdekében létszükséglet ütközőövezetté alakítása. Itáliai hadmérnökök tervei szerint ágyúbástyás övvel kerítették körbe a középkori vármagot, ugyanekkor oltalmazták falövvel a várost is, amelynek árkaiba a közeli Mosoni-Duna vizét vezették.
1605-ben Bocskai István hajdúi nem boldogultak az erődítménnyel, ellenben 1619-ben Bethlen Gábor erdélyi fejedelem serege előtt ágyúlövés nélkül kaput nyitott megrettent helyőrsége. Ugyanígy tettek 1683-ban is, amikor a Bécs városának ostromára vonuló Kara Musztafa – török nagyvezír – óriási hadai előtt kapitulált a többi dunántúli végvárral együtt. II. Rákóczi Ferenc szabadságharca idején ez a terület szilárdan a császári hadvezetés ellenőrzése alatt maradt.
A 18. században katonai jelentőségét elvesztve, a virágzó település körüli védőműveket lebontották, míg a belsővárban, 1818-ban egy gazdasági akadémiát helyeztek el. Ennek jogutódja a Nyugat-magyarországi Egyetem Mezőgazdaság- és Élelmiszertudományi Kara, így a sok évszázados történelmi viharokat látott falak között jelenleg fiatalok százait tanítják.

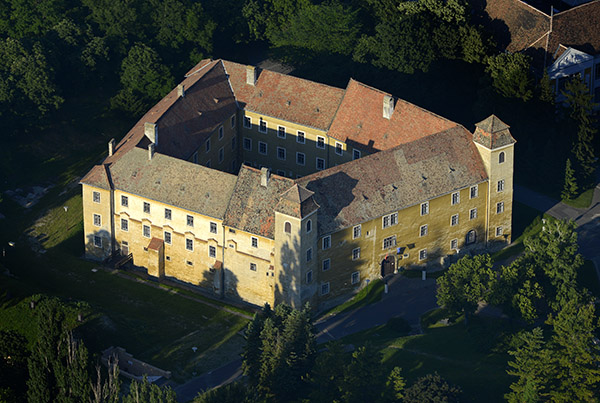
A Mosonmagyaróvári vár légi felvételen

## A vár felújítása a Nemzeti Várprogram keretében
Az épület "A Mosonmagyaróvári Vár turisztikai fejlesztése" című projekt keretében 1,3 milliárd forint európai uniós (GINOP 7.1.1-15-2016-0026) forrásból újul meg.
A projekt célja
Az építési beruházás során megtörténik a vár külső környezetének és homlokzatának felújítása, a belső udvar átalakításra kerül fogadó- és rendezvénytérré, valamint a földszinti részen kiállítási funkciók kialakítása valósul meg. Korszerű múzeumshop, vetítőterem és múzeumpedagógiai foglalkoztató létesül.
A vár turisztikai hasznosítása. A fejlesztés révén egyrészt a kulturális örökségvédelem jegyében a történelmi múlttal rendelkező vár részbeni rekonstrukciójára és állagmegóvására kerül sor, másrészt pedig a város és a térség turizmusának fejlesztése és látogatottságának növelése érdekében turisztikai funkciók kerülnek kialakításra az épületben.